# Sigmoihauerina
Sigmoihauerina, en ocasiones denominada erróneamente Sigmohauerina, es un género de foraminífero bentónico de la subfamilia Sigmoilinitinae, de la familia Hauerinidae, de la superfamilia Milioloidea, del suborden Miliolina y del orden Miliolida. Su especie tipo es Hauerina bradyi. Su rango cronoestratigráfico abarca desde el Burdigaliense (Mioceno inferior) hasta la Actualidad.

## Clasificación
Sigmoihauerina incluye a las siguientes especies:
- Sigmoihauerina bradyi
- Sigmoihauerina involuta

Otra especie considerada en Quinqueloculina es:
- Sigmoihauerina fragillissima, aceptado como Parahauerinoides fragilissimus